# Lousika
Lousika  este un oraș în Grecia în prefectura Ahaia.